# Cuculus poliocephalus
Il cuculo minore (Cuculus poliocephalus Latham, 1790) è un uccello della famiglia Cuculidae.

## Distribuzione e habitat
Questo uccello vive nell'Asia meridionale, orientale e sudorientale, dall'Afghanistan e dalla Russia fino al Vietnam, e in Giappone. È presente anche in Africa, in Repubblica Democratica del Congo, Kenya, Malawi, Tanzania, Zambia e Zimbabwe. È di passo in Bangladesh, Laos, Thailandia, Seychelles, Somalia e Sudafrica.

## Tassonomia
Cuculus poliocephalus non ha sottospecie, è monotipico.